# Martin Newell (informatique)
Pour les articles homonymes, voir Martin Newell.

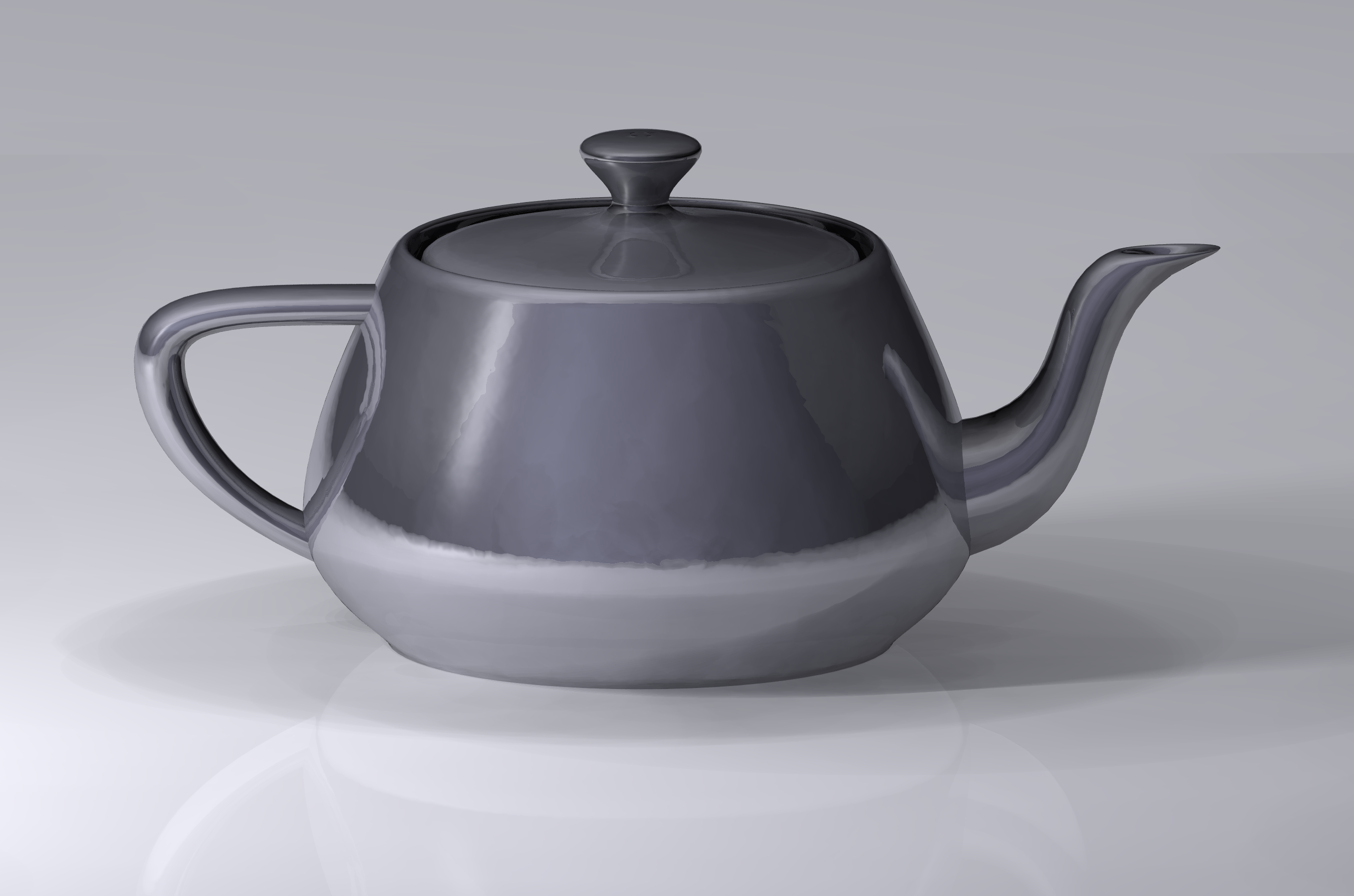
La théière de Newell, une image moderne de celle créée par Martin Newell en 1975.

Martin Newell est un informaticien britannique spécialisé en infographie. En 2010, il est surtout connu comme le créateur de la théière de l'Utah .

## Biographie
Avant d'émigrer aux États-Unis, Newell a travaillé au Computer-Aided Design Centre (CADCentre) à Cambridge, avec son frère Dick Newell (lequel a fondé deux des plus importantes sociétés britanniques en infographie : Cambridge Interactive Systems (CIS) en 1977 et Smallworld in 1987). Au CADCentre, les deux frères et Tom Sancha mirent au point l'algorithme de Newell, une technique servant à éliminer les dépendances cycliques lorsque des polygones sont ré-ordonnés par un système infographique,.
Martin Newell a créé la théière de Newell alors qu'il terminait son doctorat à l'Université de l'Utah, où il a aussi participé à une version de l'algorithme du peintre servant au rendu des images. Il a obtenu son doctorat en 1975. Plus tard, il a travaillé au Xerox PARC sur JaM, un prédécesseur de PostScript (JaM est une abréviation de « John and Martin », John Warnock étant le cofondateur d'Adobe Systems).
En 1988, Newell a fondé la société logicielle Ashlar spécialisé en conception assistée par ordinateur. En 2007, Newell a été élu au National Academy of Engineering. En 2009, il a quitté Adobe Systems en tant que Adobe Fellow.